# Чеппалоні
Чеппалоні (італ. Ceppaloni) — муніципалітет в Італії, у регіоні Кампанія, провінція Беневенто.
Чеппалоні розташоване на відстані близько 220 км на південний схід від Рима, 50 км на північний схід від Неаполя, 10 км на південь від Беневенто.
Населення — 3428 осіб (2014).
Щорічний фестиваль відбувається 6 грудня. Покровитель — святий Миколай.

## Демографія
Населення за роками:

Станом на 1 січня 2023 року в муніципалітеті офіційно проживало 140 іноземців з 25 країн, серед них 55 громадян країн Євросоюзу та 37 громадян України.

## Сусідні муніципалітети
- Альтавілла-Ірпіна
- Аполлоза
- Арпаїзе
- К'янке
- Монтезаркьо
- Роккабашерана
- Сан-Леучіо-дель-Санніо
- Сан-Нікола-Манфреді
- Сант'Анджело-а-Куполо

## Відомі особистості
В місті народився:
- Клементе Мастелла (* 1947) — італійський політик.